# Hyomin
Park Sun-young (hangul: 박선영; hanja: 朴宣映; rr: Bag Seon-yeong; MR: Pak Sŏn-yŏng; nascida em 30 de maio de 1989), mais frequentemente creditada por seu nome artístico Hyomin (hangul: 효민), é uma cantora e atriz sul-coreana. É mais popularmente conhecida por ser integrante do grupo feminino T-ara.

## Discografia

### Extended plays
- 2014: Make Up
- 2016: Sketch
- 2018: Mango

## Filmografia

### Cinema
| Ano  | Título        | Papel |
| ---- | ------------- | ----- |
| 2011 | Gisaeng Ryung | Yurin |
| 2013 | Jinx !!!      | Jiho  |

### Dramas
| Ano  | Título                             | Papel         | Rede         | Nota        |
| ---- | ---------------------------------- | ------------- | ------------ | ----------- |
| 2010 | My Girlfriend Is a Nine-Tailed Fox | Ban Seon Nyuh | SBS          | coadjuvante |
| 2011 | Gyebaek                            | Choyoung      | MBC          | coadjuvante |
| 2012 | The Thousandth Man                 | Goo Mi Mo     | MBC          | coadjuvante |
| 2015 | Sweet Temptation                   | Hyo Jin       | Naver TVCast | web-drama   |

### Shows de Variedades
| Ano       | Título                               | Papel       | Rede             | Notas                |
| --------- | ------------------------------------ | ----------- | ---------------- | -------------------- |
| 2009      | Star Golden Bell                     | KBS         | convidada        | com Soyeon e Eunjung |
| 2009      | Challenge 1000 Song                  | KBS2        | convidada        | com Eunjung e Jiyeon |
| 2009      | Mnet Scandal                         | Mnet        | convidada        | com Qri              |
| 2009      | Imagine More                         | KBS         | convidada        |                      |
| 2009      | Strong Heart                         | SBS         | convidada        | com Eunjung          |
| 2009-2010 | Invincible Youth 1                   | KBS         | membro do elenco | membros de G7        |
| 2010      | Star Golden Bell                     | KBS         | Ela mesma        |                      |
| 2010      | Strong Heart                         | SBS         | Ela mesma        |                      |
| 2010      | You Hee-yeol's Sketchbook            | KBS         | Ela mesma        |                      |
| 2010      | Happy Together                       | KBS         | Ela mesma        |                      |
| 2010      | Taxi                                 | TVN         | Ela mesma        |                      |
| 2010      | Star King                            | SBS         | Ela mesma        |                      |
| 2010      | Bouquet                              | MBC         | Ela mesma        |                      |
| 2010      | Dream Girls                          | Mnet        | Ela mesma        |                      |
| 2010      | Hello Baby                           | KBS         | Ela mesma        |                      |
| 2011      | Star King                            | SBS         | Ela mesma        |                      |
| 2011      | King of Idol                         | SBS         | Ela mesma        |                      |
| 2011      | Challenge 1000 Song                  | KBS2        | Ela mesma        |                      |
| 2011      | Win Win                              | KBS2        | Ela mesma        |                      |
| 2012      | Weekly Idol                          | MBC Every 1 | Ela mesma        |                      |
| 2012      | Naughty Boys                         | JTBC        | Ela mesma        |                      |
| 2012      | Running Man                          | SBS         | Ela mesma        |                      |
| 2012      | We Got Married (versão em chinês)    | MBC/SMG     | Ela mesma        |                      |
| 2012      | Invincible Youth 2                   | KBS2        | Ela mesma        |                      |
| 2012      | Sponge Zero                          | KBS         | Ela mesma        |                      |
| 2013      | Beatles Code                         | Mnet        | Ela mesma        |                      |
| 2013      | Challenge 1000 Song                  | KBS2        | Ela mesma        |                      |
| 2013      | Immortal Songs 2                     | KBS         | Ela mesma        |                      |
| 2013      | Let's Go! Dream Team Season 2        | KBS2        | Ela mesma        |                      |
| 2013      | SimSimTaPa                           | MBC         | Ela mesma        |                      |
| 2014      | Immortal Songs 2                     | KBS         | Ela mesma        |                      |
| 2014      | Music Travel                         | MBC         | Ela mesma        |                      |
| 2014      | Moon Hee Jun's Pure                  | Mnet        | Ela mesma        |                      |
| 2014      | Weekly Idol                          | MBC         | Ela mesma        |                      |
| 2014      | Smile People                         | SBS         | Ela mesma        |                      |
| 2014      | Vitamin                              | KBS2        | Ela mesma        |                      |
| 2014      | Weekly Idol                          | MBC Every 1 | Ela mesma        |                      |
| 2014      | Star King                            | SBS         | Ela mesma        |                      |
| 2014      | Hidden Singer                        | JTBC        | Ela mesma        |                      |
| 2015      | A Song For You 4 (Ep. 6)             | KBS2        | Ela mesma        |                      |
| 2015      | Idol Star Athletic Championship 2015 | MBC         | Ela mesma        |                      |

### Teatro Musical
| Ano       | Título                       | Papel         |
| --------- | ---------------------------- | ------------- |
| 2009-2010 | I Really, Really Like You    |               |
| 2012      | 'Our Youth Roly Poly Musical | Han Joo Young |

### Videoclipes solo
| Ano  | Título         | Nota                    |
| ---- | -------------- | ----------------------- |
| 2011 | Beautiful Girl | (feat. Electronic boys) |
| 2014 | Nice Body      |                         |
| 2016 | Sketch         |                         |

### Aparições em vídeos musicais
| Ano  | Título da canção | Artista     | Papel     |
| ---- | ---------------- | ----------- | --------- |
| 2006 | "Unlock"         | SS501       | Ela mesma |
| 2008 | "Heaven"         | F.T. Island | Ela mesma |
| 2008 | "Smooth-Breakup" | SG Wannabe  | Ela mesma |

## Prêmios
| Ano  | Prêmio                                             |
| ---- | -------------------------------------------------- |
| 2011 | - MBC Drama Awards: Prêmio Recém-chegado (Gyebaek) |